# Siobhan Fahey
Siobhan Fahey, właśc. Siobhán Máire Deirdre Fahey (ur. 10 września 1958 w Dublinie) – irlandzka piosenkarka, jedna z założycielek brytyjskich grup Bananarama oraz Shakespears Sister.

## Życiorys
Fahey urodziła się w Dublinie jako najstarsza z trójki córek Josepha i Helen Fahey. Po 2 latach rodzina przeprowadziła się do Yorkshire w Wielkiej Brytanii, gdzie ojciec Siobhan został przeniesiony w służbie armii brytyjskiej. Następnie rodzina przeniosła się do RFN, by po pewnym czasie wrócić do Wielkiej Brytanii. Siobhan uczęszczała do szkoły zakonnej w Edynburgu (Szkocja), w Stroud (Gloucester) i w Kent (Anglia). W wieku 14 lat wraz z rodziną przeniosła się do Hertfordshire, a po dwóch latach Siobhan przeniosła się do Londynu, gdzie związała się ze sceną punkową końca lat 70. XX wieku.
Podczas studiów dziennikarstwa mody w Londynie, poznała Sarę Dallin i Keren Woodward, z którymi, z pomocą Paula Cooka z Sex Pistols, założyła Bananaramę. Siobhan jest współautorką międzynarodowych hitów grupy: „Cruel Summer”, „Robert DeNiro’s Waiting”, „I Heard a Rumour” i „Love in the First Degree”. Artystka wiele wniosła do stylu i wizerunku grupy.
W 1987 roku Siobhan wyszła za mąż za Dave’a Stewarta – muzyka z Eurythmics. Mają dwóch synów: Sam i Django. W 1996 para rozstała się. Przed małżeństwem ze Stewartem Siobhan była związana m.in. z Jimem Reilly – perkusistą północnoirlandzkiej grupy punkrockowej Stiff Little Fingers oraz ze szkockim piosenkarzem Bobbym Bluebellem z grupy The Bluebells, z którym napisała „Young At Heart” – hit z 1984 roku.
W 1988 Siobhan, zawiedziona kierunkiem w jakim zmierzał zespół, opuściła Bananaramę i stworzyła Shakespears Sister, szybko zyskując uznanie krytyki.
Początkowo Siobhan sama tworzyła Shakespears Sister, jednak wkrótce dołączyła do niej amerykańska wokalistka i autorka tekstów Marcella Detroit. Grupa była nominowana do licznych nagród i ukazywała ciemną, bardziej wyrafinowaną stronę Siobhan, która w teledyskach grupy często występowała jako atrakcyjna „wampirzyca”. Duet nie był pozbawiony poczucia humoru, co widać w teledyskach do ich drugiego albumu Hormonally Yours, w których sparodiowały klasyczne melodramaty (Bulwar Zachodzącego Słońca i Co się zdarzyło Baby Jane?), używając tematu rywalizacji. Ironicznie, napięcie zaczęło wrastać między artystkami w rzeczywistości a Hormonally Yours był ich ostatnim wspólnym albumem.
W 1993 roku Siobhan znalazła się na oddziale psychiatrycznym z poważną depresją. Stało się to tuż po tym, jak The Bluebells znalazło się na 1. miejscu z nowym wydaniem Young at heart – utworem, który Siobhan napisała wraz z Robertem Hodgensem (ps. Bobby Bluebell) i nagranym z Bananaramą na ich debiutanckim albumie Deep Sea Skiving.
W 1994 Siobhan zagrała w filmie telewizyjnym Jiggery Pokery.
W czerwcu 1996 London Records wydało pierwszy singel z trzeciego albumu Shakespears Sister „I Can Drive”. Było to pierwsze nagranie od odejścia Marcelli Detroit z zespołu. Ponieważ utwór nie stał się przebojem, wytwórnia odmówiła wydania albumu. Siobhan odeszła z wytwórni i po długiej walce udało jej się wydać album #3 niezależnie przez swoją stronę internetową w 2004 roku.
W 1997 Siobhan wystąpiła w irlandzkim filmie krótkometrażowym Pinned. W 1998 wraz z Bananramą nagrała Waterloo – piosenkę dla brytyjskiego programu o Eurowizji Song for Eurotrash (Channel 4). Piosenka wygrała program głosem publiczności.
W 2002 roku Siobhan ponownie dołączyła do Bananaramy z okazji 20-lecia zespołu w klubie G-A-Y w Londynie, gdzie zaśpiewała m.in. hit Venus.
W 2005 artystka wydała niezależnie album The MGA Sessions. Muzyka została nagrana do filmu, który ostatecznie nie został nigdy nakręcony. Wydano tylko 1000 kopii tego albumu. Ostatni singel artystki został wydany 17 października 2005.
The Pussycat Dolls na swoim debiutanckim albumie PCD wydały utwór, który jest w części coverem piosenki „Bitter Pill” napisanej przez Siobhan. Zwrotki (nieco zmienione) i muzyka pochodzą z „Bitter Pill”, natomiast refren z piosenki Donny Summer „Hot stuff”. Piosenka została nazwana „Hot Stuff (I Want You Back)” i wydana jako B side na jednym z singli zespołu.
W 2006 roku na stronie Fahey pojawiła się informacja, że artystka pisze m.in. dla byłej Sugababes Siobhán Donaghy. Napisała również utwór, który był kandydatem na album Kylie Minogue.

## Wydania solowe

### Albumy
- 2005 The MGA Sessions (z Sophie Muller), wydanie niezależne.

### Single
- 2002 „Bitter Pill”
- 2003 „Fear Is Real”
- 2004 „Cold” (Death in Vegas mixes)
- 2004 „It’s A Trip/Pulsar Tron”
- 2004 „She’s Lost Control”
- 2005 „Pulsatron”
- 2005 „Bad Blood”